# Paul Pendarvis
Paul Plumley Pendarvis (* 2. Dezember 1907 in Oklahoma; † 13. Januar 1987 in Palmdale, Los Angeles County, Kalifornien) war ein US-amerikanischer Violinist und Bigband-Leader im Bereich des Swing und der Populären Musik.

## Leben und Wirken
Pendarvis stammte aus Oklahoma und zog nach Kalifornien, um dort das College zu besuchen; in dieser Zeit hatte er kleine Rollen in Kinofilmen. In Kansas City gründete er Anfang der 1930er Jahre seine eigene Band, mit der er in Clubs und Hotels auftrat; daneben hatte er seine eigene Radioshow. Pendarvis’ Sendungen begannen immer mit der Ansage: „When you hear the violin – it’s Paul Pendarvis“; dann folgte seine Erkennungsmelodie „My Sweetheart“. 
Nach einigen erfolgreichen Jahren in Kansas City wechselte Pendarvis mit seiner Band nach Chicago, wo sie ein Engagement im Congress Hotel hatten und im Mittleren Westen und auch in New York City spielten; in dieser Zeit entstanden auch Aufnahmen für Columbia Records (wie „Accent on Youth“ und „Page Miss Glory“). Paul Pendarvis gab schließlich sein Orchester auf, zog Ende der 1930er Jahre an die Westküste der Vereinigten Staaten, wo er noch einige Jahre als Bandleader arbeitete. Er wurde dann Anfang der 1940er Jahre musikalischer Leiter einer Radiostation.